# Grêmio Esporte Clube Ourinhos
O Grêmio Esporte Clube de Ourinhos é um clube brasileiro de futebol da cidade de Ourinhos, no estado de São Paulo. Fundado em Agosto de 2015, suas cores são Azul e branco.